# The Housemartins
The Housemartins fue un grupo inglés de indie pop formado en 1983 por Paul Heaton (vocalista), Stan Cullimore (guitarrista), Ted Key (bajista) y Chris Lang (baterista). La banda sufrió una serie de cambios a través de los años, hasta estabilizarse con Norman Cook en lugar de Ted Key y Hugh Whitaker en lugar de Chris Lang.

## Trayectoria
En 1986 graban un par de temas en colaboración con el disc jockey John Peel. El sencillo «Happy Hour» se convierte en toda una sensación, logrando escalar hasta el tercer puesto de las listas inglesas. A fines de ese mismo año, hacen una versión navideña del cover  «Caravan of Love» de la banda Isley Jasper Isley.
Poco tiempo después The Housemartins graban una sesión denominada «The Fish City Five», que consistía en temas cantados a capela. Una de estas canciones, «When I First Met Jesus», formó parte del lado B del sencillo «Caravan of Love». 
En junio de 1986 se aventuran a lanzar su primer disco, London 0 Hull 4, que logró ubicarse en el tercer puesto de las radios del Reino Unido. Contiene los sencillos «Flag Day» (# 58 en el Reino Unido), «Sheep» (# 54 en el Reino Unido), «Happy Hour» (# 3 en el Reino Unido) y «Think for a Minute» (# 18 en el Reino Unido). El título hace referencia a la ciudad natal de la banda originarios de Kingston upon Hull, y está representado en el formato de un resultado deportivo. También se refiere a la afirmación de Paul Heaton de que The Housemartins eran la cuarta mejor banda de Hull; las otras eran Red Guitars, Everything but the Girl, y The Gargoyles. En otras palabras, en Hull había cuatro grandes bandas y en Londres ninguna. Las notas y letras reflejan el interés del cantante Paul Heaton en ese momento en el cristianismo y el marxismo.[cita requerida] Por ejemplo, la contraportada del álbum contiene el mensaje, «Take Jesus - Take Marx - Take Hope». En 1992, el álbum fue relanzado en CD y contó con cuatro pistas adicionales, junto con la frase en la portada, «16 canciones - 17 éxitos». El álbum fue relanzado de nuevo el 22 de junio de 2009, como London 0 Hull 4 Deluxe, que contiene un segundo CD de bonus tracks, lados B y grabaciones en vivo.
Un año más tarde graban su segunda producción, The People Who Grinned Themselves to Death (Las personas que se sonrieron hasta la muerte). Las canciones «Five Get Over Excited», «Me and the Farmer» y «Build» fueron lanzados como sencillos. El título de la canción que da nombre al álbum es acerca de la familia real británica, que provocó controversia en los periódicos sensacionalistas similar a la de otras bandas como los Sex Pistols, The Smiths y The Stone Roses. Logró alcanzar el puesto 9 en las listas de preferencia.[cita requerida]
El éxito de The Housemartins giraba en torno a sus letras, una mezcla de política marxista y reflexiones sobre cristiandad.[cita requerida]
En 1988 la agrupación se separó, pero los integrantes siguieron manteniendo una relación amistosa y trabajando juntos en proyectos paralelos. Pero antes de esto publicaron un último disco recopilatorio, Now That's What I Call Quite Good.
En los siguientes años Norman Cook alcanzó gran popularidad como abanderado de la música electrónica, con grupos bajo su mando como Beats International, Freak Power o Fatboy Slim. Paul Heaton y Dave Hemingway, junto a la vocalista Sean Welch, formaron la banda The Beautiful South, muy conocida en el Reino Unido, aunque no tan populares fuera de las islas.
En 2004 aparece un disco recopilatorio de éxitos, Best of The Housemartins, y dos años más tarde se lanzó un disco llamado In Session at the BBC. En el año 2007 se editó un disco recopilatorio de los dos grupos comandados por la voz de Paul Heaton, The Housemartins y The Beautiful South.[cita requerida]

## Miembros

### Última formación
- Paul Heaton: voz, guitarra, trombón, armónica (1983-1988)
- Stan Cullimore: guitarra, coros (1983-1988)
- Norman Cook: bajo, coros (1985-1988)
- Dave Hemingway: batería, coros (1987-1988)

### Miembros anteriores
- Ted Key: bajo, coros (1983-1985)
- Justin Patrick: batería (1985)
- Chris Lang: batería (1985)
- Roger «Dodger» Wilde: batería (1985)
- Hugh Whitaker: batería (1985-1987)

## Discografía

### Álbumes de estudio
- 1986: London 0 Hull 4
- 1987: The People Who Grinned Themselves to Death

### Recopilatorios y otros
- 1986: The Housemartins Christmas Box Set
- 1988: Now That's What I Call Quite Good
- 2004: The Best of the Housemartins
- 2006: Live At The BBC
- 2007: Soup